# Габович Семен Мойсейович
Семен Мойсейович Габович (нар. 1912) — радянський художник-графік, художник плакатів, жив у Києві. Працював у сфері суспільно-політичного плаката.

## Творчість
Автор пропагандистських плакатів:
- «Декада українського мистецтва іа літератури. Книги, ноти, картини, твори класиків української літератури та радянських письменників, композиторів, художників купуйте в магазині української книги та в магазинах Москнігторгу» (1951)
- «Декада українського мистецтва і літератури. Купуйте книги, ноти, картини, твори класиків української літератури і радянських письменників, композиторів, художників в українському книжковому магазині і в магазинах «Москнігторга» (1951)
- «За семирічним планом в СРСР в 1965 році буде виплавлено 63-70 млн тонн чавуну» (1959; разом з Веніаміном Бескакотовимя, Олександром Вороною)
- «Хай живе великий союз Радянських Соціалістичних республік — твердиня дружби і слави народів нашої країни, незламний оплот миру в усьому світі!» (1954)

Плакати Семена Габовича знаходиться у фондах Національної бібліотеки України імені В. І. Вернадського i Національної бібліотеки Білорусі.
Автор обкладинки:
- Кос-Анатольський, А. Два романси: Для високого голосу з фортепіано. — Київ : Советский композитор, 1961